# Abbaye Saint-Pierre de Fenouillet
Pour les articles homonymes, voir église Saint-Pierre.
L'église Saint-Pierre de Fenouillet est une église romane en ruines située à Fenouillet, dans le département français des Pyrénées-Orientales.

## Historique

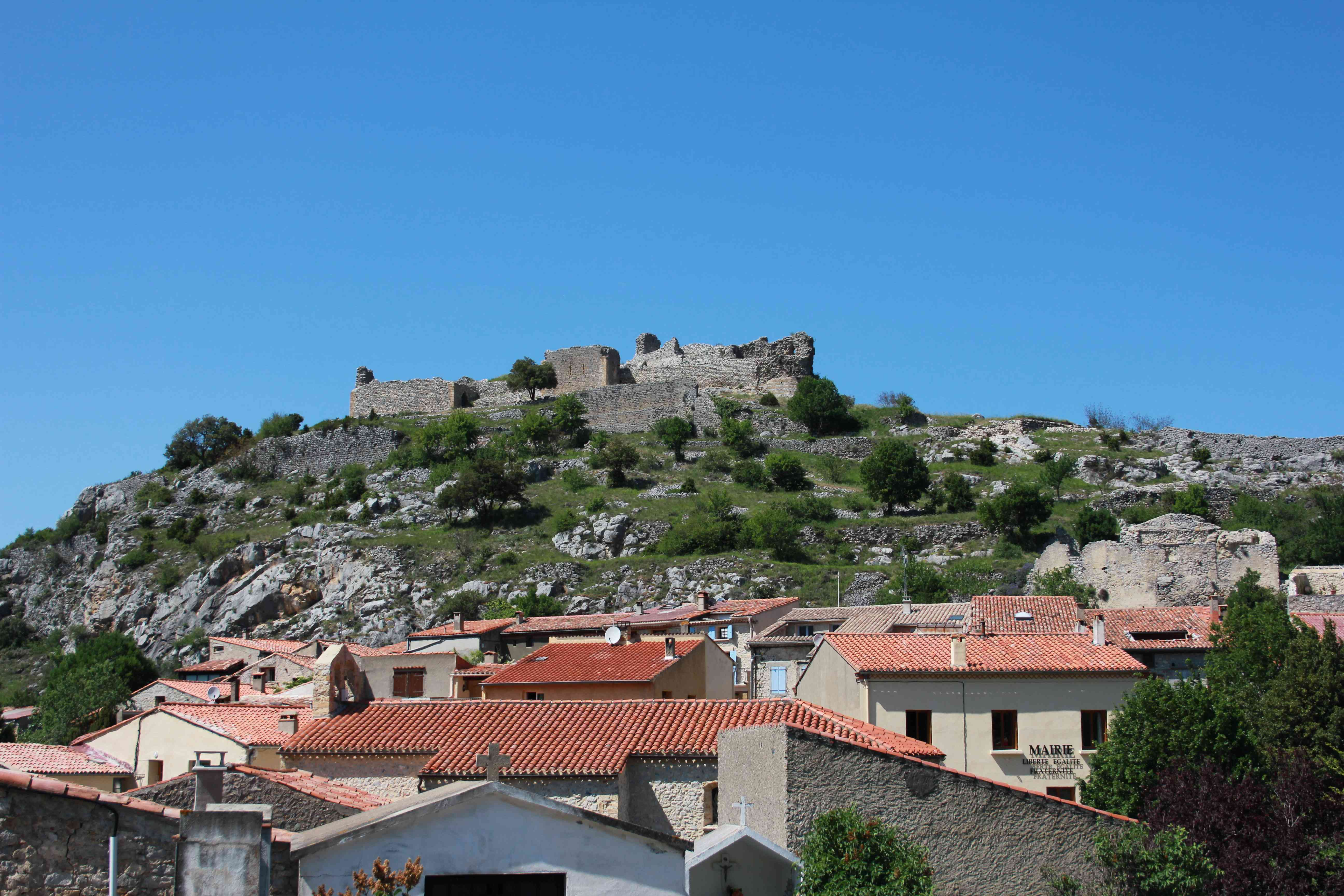
Ruines du château et de l'église Saint-Pierre.

Une église préexiste dans ce lieu depuis longtemps lorsqu'est fondée l'abbaye Saint-Pierre de Fenouillet aux environs de l'an 1006 par Bernard Taillefer, comte de Besalú et seigneur de Fenouillèdes. Son premier abbé se nomme Wadallus. Le prieuré, aussi fondé par Wadallus, de la Tour de Trignac (aujourd'hui près de Latour-de-France) est adjoint au monastère. Au cours du XIIe siècle, l'abbaye laisse place à l'archidiaconé de Fenouillet.

## Abbés
- 1006- ? : Wadallus.

## Propriétés et revenus

### Prieurés et cures
- Prieuré de la Tour de Trignac (aujourd'hui près de Latour-de-France) au début du XIe siècle.
- Prieuré de Prugnanes
- Églises Notre-Dame de la Val (aujourd'hui à Caudiès-de-Fenouillèdes), Saint Jaume et Saint André